# Morangos Silvestres
Morangos Silvestres (título original em sueco: Smultronstället) é um filme sueco de 1957, do gênero drama de estrada com roteiro e direção  de Ingmar Bergman. O elenco inclui Victor Sjöström, no que seria sua última aparição em um filme, como o personagem principal, e vários atores que são recorrentes nos filmes de Bergman, como Bibi Andersson, Ingrid Thulin, Gunnar Björnstrand e Max von Sydow. O cineasta escreveu o roteiro logo após a estreia de O Sétimo Selo (1957) enquanto estava hospitalizado em Estocolmo. O título original, em sueco, refere-se ao lugar (stället) onde se encontram morangos silvestres (smultron).
A história narra a viagem do idoso Isak Borg de Estocolmo para Lund na companhia de sua nora e de três jovens, e durante a qual ele reflete sobre a vida, a morte e a existência humana. Morangos Silvestres foi aclamado pela crítica especializada onde elogiaram o enredo e a direção de Ingmar Bergman. Ganhou vários prêmios como o Urso de Ouro de Melhor Filme no Festival de Cinema de Berlim e o Globo de Ouro de Melhor Filme Estrangeiro, além de receber uma indicação ao Oscar na categoria de melhor roteiro original.  

## Enredo
O Dr. Isak Borg (Victor Sjöström) é um professor idoso que aos 78 anos deve frequentar a Universidade de Lund para a celebração da sua nomeação com o doutor honoris causa. Na noite anterior à sua partida, o professor sofre um pesadelo em que se perde em um bairro deserto, onde encontra um carro fúnebre puxado a cavalo colidindo com um poste de luz. O veículo carrega um corpo que se parece com o de Isak, que estende a mão para segurar seu sósia, o que causa o fim do sonho. Ao acordar acordado, Borg decide fazer a viagem de carro em vez de avião, como sua governanta, Agda (Jullan Kindahl), havia combinado fazendo ambos brigarem. A esposa de seu filho Evald; Marianne (Ingrid Thulin); morava com ele há algumas semanas, decide acompanhá-lo até Lund.
Durante a viagem, Marianne o repreende por ser um egoísta, preocupado apenas consigo mesmo e diz que na verdade o seu filho o odeia. Depois de ouvi-lá, Borg decide tomar um outro caminho e mostrar-lhe uma casa onde residiu com sua família durante os verões de seus primeiros vinte anos de vida. Lá ele dormi  e sonha com lembranças de sua juventude e uma dessas lembranças é sobre á sua prima e noiva Sara (Bibi Andersson), que está colhendo morango-silvestre e é cortejada por Sigfrid (Per Sjöstrand), um dos irmãos de Isak. O sonho continua dessa vez dentro de casa, onde sua família comemora o aniversário do tio Aron (Yngve Nordwall). O protagonista é então despertado de um devaneio por uma jovem chamada Sara (também interpretada por Andersson) que vai para a Itália na companhia de seus dois pretendentes, Anders (Folke Sundquist) e Viktor (Björn Bjelfvenstam) se juntam para a viagem.
Depois de dar uma carona ao casal Almar (Gunnar Sjöberg e Gunnel Broström) e reabastecer o carro no posto de gasolina Henrik Åkerman (Max von Sydow). O grupo para pra um almoço e nesse momento em que Anders e Viktor discutem sobre a existência de Deus. Após o almoço, o professor aproveita para visitar sua mãe (Naima Wifstrand) junto com sua nora. A Sra. Borg reprova Marianne por não ter filhos e não cuidar do marido e mostra ao Isak alguns objetos de sua infância e de seus irmãos, todos já falecidos.
No carro, o protagonista tem outro sonho em que Sara - sua ex-noiva - fala diretamente com ele, o repreende por ser um homem egoísta e anuncia que vai se casar com Sigfrid.  Sara sai para buscar um de seus sobrinhos e então entra em uma casa onde Sigfrid a espera. Isak se aproxima e depois de bater na porta é cumprimentado pelo Sr. Alman que o acompanha até uma sala de aula onde o examina. O professor não consegue ver nada através do microscópio, ignora o primeiro dever do médico - pedir perdão - e certifica um paciente vivo como morto. Diante de tais eventos, o Sr. Alman o classifica como incompetente e o leva para a floresta onde ele contempla o adultério de sua esposa Karin (Gertrud Fridh) com um homem (Åke Fridell). Quando questionado sobre seu destino, Alman diz a Isak que ele é o de sempre: Solidão.
Ao acordar, Borg diz a Marianne que há algum tempo ele é assombrado por visões que anunciam que ele já está morto. Ela, por sua vez, confessa que o mesmo acontece com seu marido e relata uma conversa entre eles durante a qual confessa a Evald (Gunnar Björnstrand) que está grávida e que deseja ter o filho. Evald se permanece contrário a isso e lhe dá uma escolha entre ele ou seu filho. Depois de sua história, Marianne diz ao sogro que o motivo de seu retorno para casa é porque ela quer ter o filho dele e acha que pode fazê-lo mudar de ideia.
Os cinco chegam à casa de Evald em Lund e no dia seguinte comparecem à celebração do doutorado de Isak. Na mesma noite os jovens dedicam uma canção ao professor e depois de se despedem e seguem viagem para a Itália. Enquanto dormia, Borg é acordado por Evald e Marianne e ele então decide ter uma conversa com seu filho para discutir o que acontecerá com o casamento. Evald confessa que não pode viver sem ela e que aceitará ter a criança. O casal se despede do velho para sair para jantar, enquanto ele volta para ter outro sonho em que Sara o acompanha até um lago onde seu pai pesca e sua mãe está sentada, o que faz com que o protagonista sorria.

## Elenco
- Victor Sjöström como Isak Borg.[11]
- Bibi Andersson como Sara.[11]
- Ingrid Thulin como Marianne Borg.[11]
- Gunnar Björnstrand como Evald Borg.[11]
- Jullan Kindahl como Agda.[11]
- Folke Sundquist como Anders.[11]
- Björn Bjelfvenstam como Viktor.[11]

- Naima Wifstrand como mãe de Isak.[11]
- Gunnar Sjöberg como Sten Alman.[11]
- Gunnel Broström como Berit Alman.[11]
- Per Sjöstrand como Sigfrid Borg.[11]
- Gunnel Lindblom como Carlota Borg.[11]
- Gertrud Fridh como Karin Borg.[11]
- Max von Sydow como Henrik Åkerman.[11]

## Produção

### Pré-produção
A premissa do filme se originou quando Ingmar Bergman passou por sua cidade natal, Uppsala, durante uma viagem de Estocolmo a Dalarna. Quando chegou próximo à casa da avó, imaginou se conseguiria abrir a porta e encontrar tudo dentro como era na infância. O próprio diretor comentaria mais tarde:
"Ocorreu-me: você poderia fazer um filme sobre isso, que você anda de maneira real e que quando abre uma porta você volta à sua infância e que quando abre outra volta à realidade e depois vira uma esquina do rua e chegar a outro período de sua existência? Essa foi realmente a ideia por trás de Smultronstället".
No entanto, em sua autobiografia, Images: My Life in the Film, o cineasta comentou sobre sua declaração anterior: “Isso é mentira. A verdade é que estou sempre vivendo na minha infância".

### Desenvolvimento
Bergman escreveu o roteiro no Hospital Universitário Karolinska em Estocolmo - o local de trabalho do protagonista do filme - na primavera de 1957. O diretor permaneceu no hospital por dois meses para tratar seus problemas gástricos e estresse. Seu médico era seu amigo Sture Helander, que o convidou para assistir a suas palestras sobre psicossomática e que era casado com Gunnel Lindblom, que interpretaria Carlota Borg (irmã de Isak). Na época, a carreira profissional de Bergman passava por um bom momento, já que era o diretor artístico do teatro principal da comuna de Malmö e desfrutava do sucesso de seus filmes Sommarnattens leende (1955) e O Sétimo Selo (1957). No entanto, sua vida pessoal estava em completa desordem, já que seu terceiro casamento estava em crise e seu relacionamento com seus pais, após uma tentativa falha de reconciliação com sua mãe, começava a entrar novamente em declínio.
A seleção do elenco e a fase de pré-produção foram processos muito rápidos. O roteiro foi concluído em 31 de maio e as filmagens ocorreram entre 2 de julho e 27 de agosto de 1957. A filmagem das cenas da casa de verão ocorreram em Saltsjöbaden; um centro turístico no arquipélago de Estocolmo, enquanto a sequência do pesadelo foi filmado na parte antiga da cidade, Gamla Stan; O restante do filme foi rodado nos estúdios do Swedish Film Institute em Råsunda, fora de Estocolmo.

### Escolha de elenco
A escolha imediata do diretor para o personagem-título foi Victor Sjöström, um de seus ídolos do cinema mudo que ele já havia dirigido em Hacia la Felicidad oito anos antes. Na sua autobiografia Bergman on Bergman, o diretor afirmou que pensou em Sjöström depois que o roteiro foi finalizado e que pediu ao produtor Carl Anders Dymling para contatar o ator. Mais tarde, no livro Images: My Life in Film, ele comentou que a sugestão de contratar Sjöström veio do próprio Dymling e ele a considerou "muito difícil antes de aceitar".
Durante as filmagens, a saúde de Sjöström, que tinha 77 anos na época, foi motivo de bastante preocupação. Dymling o persuadiu a assumir o papel com as seguintes palavras: "Tudo o que você precisa fazer é deitar sob uma árvore, comer morangos silvestres e pensar no passado, para que não seja muito difícil." Este comentário não estava correto, já que o ator apareceu em todas as cenas do filme, exceto em uma. Inicialmente, Sjöström teve problemas com sua própria interpretação, algo que o frustrou e enfureceu, levando-o a se encostar em um canto e bater a cabeça contra a parede até se machucar. Para desabafar seu reverenciado mentor, Bergman fez um pacto com a co-estrela Ingrid Thulin para que, se algo desse errado em qualquer sequência, ela assumisse a responsabilidade por si mesma. As coisas mudaram para melhor quando os tempos de filmagem foram alterados para que o ator veterano pudesse chegar em casa a tempo para beber o seu uísque às 17h.
Como de costume, Bergman escolheu para sua equipe atores e técnicos com os quais já havia trabalhado no cinema ou teatro. Bibi Andersson desempenha um papel duplo no filme; Sara, a namorada de infância do protagonista e uma jovem enérgica que o lembra de seu amor perdido. Anderson que apareceu em papéis coadjuvantes em Sommarnattens leende (1955) e O Sétimo Selo (1957), e mais tarde iria estrelar como protagonista em Persona (1966). Por sua vez, Ingrid Thulin, que assumiu o papel de Marianne, nora de Borg, mais tarde participaria de outros longas-metragens do diretor, como Luz de Inverno (1963), O Silêncio (1963) e Viskningar och rop (1972). A primeira esposa de Bergman, Else Fisher, fez um breve discurso não acreditado como a mãe de Borg no flashback final, e sua filha Lena interpretou uma das irmãs gêmeas do protagonista.

## Recepção
Morangos Silvestres recebeu críticas fortemente positivas desde sua época de lançamento; sua atuação, roteiro e fotografia são considerados os "pontos fortes" do filme. Bosley Crowther do The New York Times elogiou as atuações de Andersson apesar de não achar o filme "tão impactante" quanto O Sétimo selo. Derek Malcolm, crítico de cinema do The Guardian, observou que "o que torna o filme excelente é sua proximidade com cada um de nós e sua insistência quase cristã na possibilidade de reconciliação e redenção" e comentou que "ele tem uma visão compassiva da vida que ilustra [O] lado mais otimista de Bergman”.Por sua vez, Hal Erickson da Allmovie ele o chamou de um dos filmes mais acessíveis do cineasta sueco e um dos "filmes europeus mais influentes de sua geração". Tom Dawson da BBC elogiou "a fotografia magistral de Gunnar Fischer e a performance comovente de Sjöström" e observou que "surge como um dos filmes mais elegíacos e humanos do diretor sueco". O Website agregador de críticas; Rotten Tomatoes o filme tem uma aceitação 95%, um total de quarenta comentários e com uma classificação média de 8,9/10. Sob o consenso de que: "Morangos silvestres nunca foram tão agridoces como o olhar lindamente escrito e filmado de Ingmar Bergman sobre a nostálgica jornada de um homem ao passado." No Metacritic, o filme tem 88% de aprovação em uma escala de 0 à 100 baseado em 17 críticas. enquanto no FilmAffinity tem uma classificação de 8.1/10, com base nos votos de mais de 15.000 usuários.
O brasileiro Plano Crítico deu nota máxima de 5 estrelas e afirmar que: "Morangos Silvestres é uma visita ao passado a partir de um olhar maduro, onde a saudade da energia da juventude, das pessoas que partiram e de quando ainda se tinha para viver juntam-se para trazer uma lufada de crescimento pessoal [...] e o peso indescritível da solidão." O único crítico contemporâneo que não se sente entusiasmado com o filme é; Christopher Null do Filmcritic.com que deu 2,5 de 5 estrelas chamando-o de "insuportável" e afirma que o filme só agrada a classe pseudo-intelectual.

### Reconhecimento e influências
Considerado um clássico, Morangos Silvestres é eleito pela crítica e público um dos melhores filmes de 1957, e um dos melhores filmes do diretor. Em uma pesquisa de 2002 pela Sight & Sound, os diretores Ken Loach e Jaco Van Dormael afirmam que o longa ficou entre os seus top 10 melhores filmes de todos os tempos e Na atualização de 2022 da lista dos maiores filmes de todos os tempos da Sight & Sound, o longa-metragem aparece em 108° lugar empatado com The Wizard of Oz (1939), Búsàn (2003), Bringing Up Baby (1938), The Man Who Shot Liberty Valance (1962) e Touch of Evil (1958).  Enquanto isso, o tablóide The Village Voice colocou entre os 250 melhores filmes do século XX. Em 1995, por ocasião do centenário da invenção do cinema, o Vaticano estabeleceu uma lista dos quarenta e cinco melhores filmes. Smultronstället foi um dos incluídos para "a jornada interior de um homem da dor da tristeza e da ansiedade para uma sensação revigorante de paz e reconciliação". Em 2004, foi considerado pelo New York Times como um dos 1000 melhores filmes produzidos. Foi considerado um dos melhores filmes de todos os tempos Total Film e em 2018 o filme foi incluído na lista de 2018 da BBC dos 100 maiores filmes estrangeiros.
Em uma entrevista em 1963, o cineasta Stanley Kubrick mencionou que Morangos Silvestres é o seu segundo filme favorito. Woody Allen também cita o filme como um de seus favoritos e inspirado em Morangos Silvestres Allen dirigiu Another Woman (1988) e Deconstructing Harry (1997). O filme também faz parte no livro 1001 filmes para ver antes de morrer.

### Prêmios e indicações
Recebeu vários prêmios de cinema de prestígio. Em 1958, ganhou o Urso de Ouro de melhor filme no oitavo Festival Internacional de Cinema de Berlim. No mesmo ano, o filme também ganhou um Prêmio Pasinetti no Festival de Cinema de Veneza. No ano seguinte, ele ganhou as indicações de melhor filme e melhor ator estrangeiro por Sjöström no prêmio BAFTA, dois prêmios no Festival Internacional de Cinema de Mar del Platade nas categorias de melhor longa-metragem e melhor ator e um prêmio Bodil de melhor filme europeu. Em 1960, ganhou um Globo de Ouro honorário de melhor filme estrangeiro e uma indicação ao Oscar na categoria de melhor roteiro original.